# Boesenbergia macropoda
Boesenbergia macropoda là một loài thực vật có hoa trong họ Gừng. Loài này được Merr. mô tả khoa học đầu tiên năm 1926.